# پیلینگ
پیلینگ (به انگلیسی: Pilling) یک روستا و محله مدنی در بریتانیا است که در Wyre واقع شده‌است. پیلینگ ۲٬۰۲۰ نفر جمعیت دارد.